# Walter Pohl
Walter Pohl (Vienna, 27 dicembre 1953) è uno storico austriaco, docente di storia medievale presso l'università di Vienna.
I suoi interessi principali sono le invasioni barbariche, l'Alto Medioevo e l'etnogenesi.
Pohl è l'attuale direttore dell'Institut für Mittelalterforschung (Unità di ricerca di storia medievale) dell'Accademia Austriaca delle Scienze.

Nel 2004 è stato insignito del "Premio Wittgenstein".